# 寛平大宝

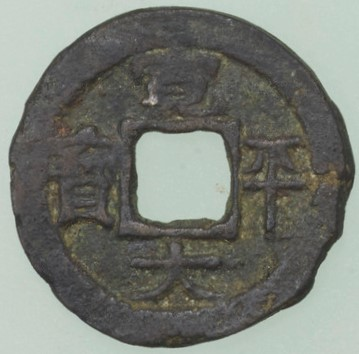
寛平大宝（東京国立博物館所蔵）

寛平大宝（寛平大寳、かんぴょうたいほう）は、890年（寛平2年）5月から、日本で鋳造、発行された銭貨銭貨（『拾芥抄』）。皇朝十二銭の10番目に発行された貨種である。

## 始鋳と流通
独立行政法人造幣局の資料によると、寛平大宝の始鋳年は寛平2年（890年）、材質は銅、量目2.25g、直径18.9-19.5mm、銅分80.00%である。ただ、皇朝十二銭のうち平安遷都後の9貨種は質の低下により文字が不鮮明になるなど安定していない。
『日本紀略』によると寛平大宝は宇多天皇の時代の寛平2年（890年）4月27日に発行された。寛平大宝以降は大規模造営工事と銭貨発行の関連性が失われていったとされる。